# Ódiame
Ódiame es una canción compuesta por el peruano Rafael Otero. La letra forma parte del poema El último ruego publicado en 1901 del poeta peruano Federico Barreto.La canción ha sido interpretada por Los Embajadores Criollos, Los Panchos, en 1977 por Dyango, José Feliciano, Charlie Zaa, Akilados,y el ecuatoriano Julio Jaramillo, en 1960. En el 2011 fue interpretada por el español Enrique Bunbury como parte de su álbum "Licenciado en las cantinas". Malena Muyala y Ligia Piro cantan una versión muy entretenida en el Auditorio Adela Reto de Montevideo en 2012.